# R Aquarii
R Aquarii (R Aqr / HD 222800 / HR 8992) es una estrella variable en la constelación de Acuario de magnitud aparente media +7,69. Se encuentra a unos 645 años luz de la Tierra.
R Aquarii es una estrella simbiótica que se cree está compuesta por una enana blanca y una variable Mira formando un sistema binario. La estrella principal Mira es una gigante roja de tipo espectral M7III cuyo brillo varía en un factor de varios cientos a lo largo de un período de 386,96 días; su variabilidad fue descubierta por Karl Ludwig Harding en 1810.
Debido a su atracción gravitatoria, la enana blanca atrae materia de la gigante roja y ocasionalmente expulsa parte de la misma en extraños bucles que forman una nebulosa que rodea la estrella. El conjunto del sistema aparece enrojecido al estar situado en una región del espacio muy rica en polvo, por lo que la luz azul es absorbida antes de llegar a nosotros.
La nebulosa en torno a R Aquarii es conocida también como Cederblad 211. Según Tom Polakis, hasta 1998 nadie había podido observar visualmente este objeto. Es posible que la nebulosa sea el resto de una nova, que habría sido observada por astrónomos japoneses en el año 930.